# Mangrullo

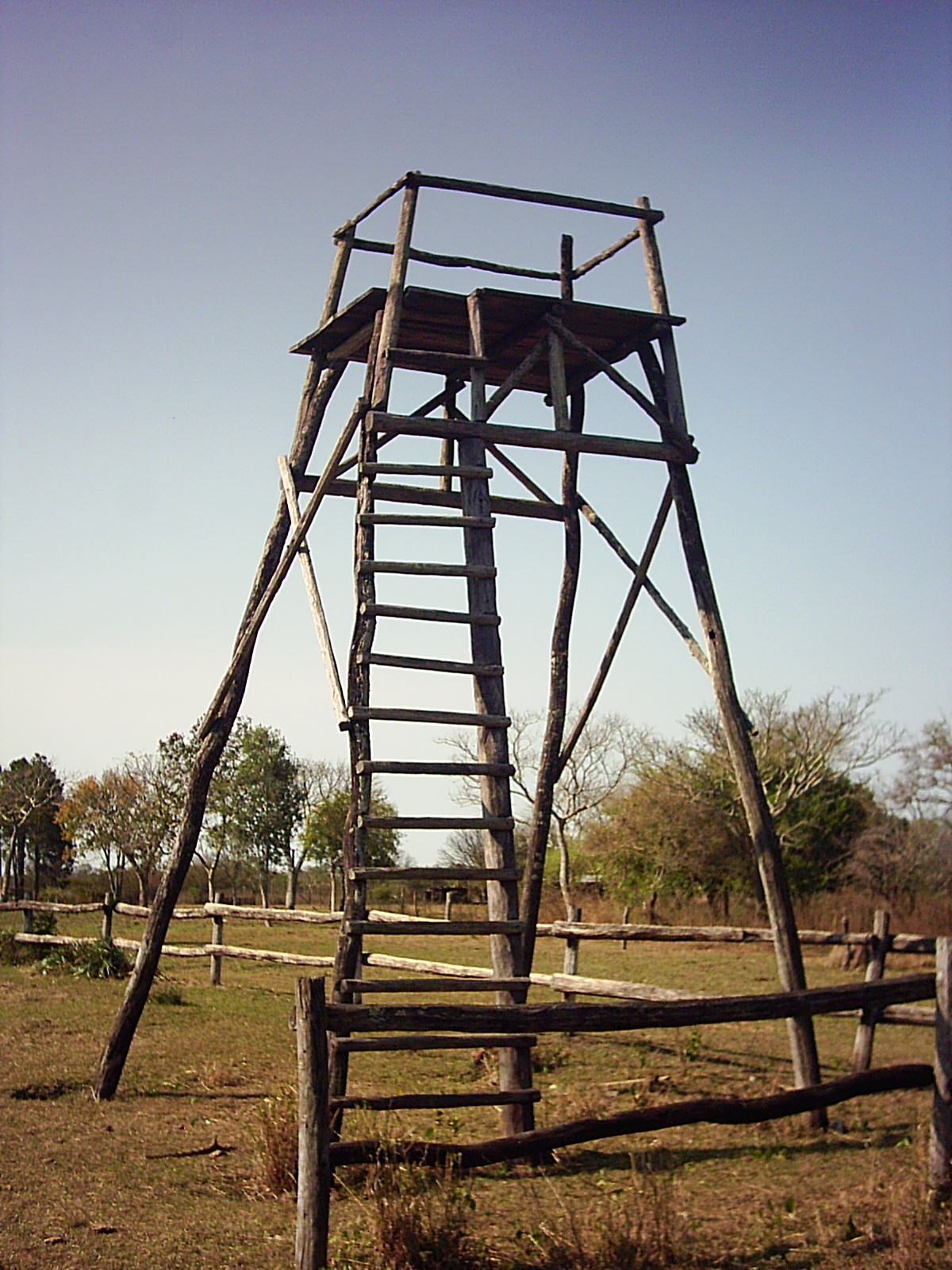
Mangrullo en San Buenaventura del Monte Alto (Argentina)

El mangrullo es una atalaya rústica usada en tiempos de la colonia en las pampas y otras zonas de Argentina  para vigilar el acercamiento de atacantes o extraños, y de esta forma poder tomar acciones preventivas con tiempo. Su altura solía alcanzar entre 10 y 15 metros, y era construido con tablas y troncos, coronándose con una plataforma en la parte superior. A esta plataforma se accedía por lo general con una escalera de madera atada con tientos de caballo al pie del mangrullo.
Se usaba sobre todo en fortines, aunque también en estancias particulares. Según la importancia de la guarnición podía estar acompañado de cañones.